# Sphinx (Berg)
Die Sphinx (norwegisch Sfinks) ist ein 1850 m hoher, länglicher Berg mit nordsüdlicher Ausrichtung über eine Länge von 10 km im ostantarktischen Königin-Maud-Land. Er ragt 8 km östlich der Nordwestlichen Insel im Wohlthatmassiv auf.
Entdeckt wurde er bei der Deutschen Antarktischen Expedition 1938/39 unter der Leitung des Polarforschers Alfred Ritscher, der die Erhebung am Nordende des Bergs als Sphinxkopf benannte. Die Benennung des hier beschriebenen Bergs nahmen Teilnehmer der Dritten Norwegischen Antarktisexpedition (1956–1960) vor, die schließlich auch von Teilnehmern einer sowjetischen Antarktisexpedition (1960–1961) übernommen wurde.